# Porva
Porva je obec v Maďarsku v župě Veszprém, spadající pod okres Zirc. Nachází se asi 7 km severozápadně od Zirce a asi 28 km severozápadně od Veszprému. V roce 2015 zde žilo 422 obyvatel. Dle údajů z roku 2011 tvoří 88,9 % obyvatelstva Maďaři, 26,9 % Němci a 2,7 % Romové, přičemž 11,1 % obyvatel se ke své národnosti nevyjádřilo.
Kromě hlavní části jsou součástí obce i osady Ménesjáráspuszta, Páliháláspuszta, Pálinkaház, Szépalmapuszta a Újszépalmapuszta.
Jedinou sousední obcí je Borzavár.